# Omar Bradley
Omar Nelson Bradley (Clark, 12 febbraio 1893 – New York, 8 aprile 1981) è stato un generale statunitense.
Ufficiale preparato e metodico, si dimostrò uno dei più abili generali americani della seconda guerra mondiale; dopo aver preso parte alla campagna del Nordafrica e allo sbarco in Sicilia, dal giugno 1944 guidò le forze combattenti principali americane alla vittoria contro la Germania nazista sul fronte occidentale.

## Biografia
Si formò presso l'Accademia Militare degli Stati Uniti a West Point, dalla quale uscì nel 1915; presto si affermò come uno dei più esperti generali nel campo della fanteria e relative tattiche militari.
Prese parte alla prima guerra mondiale e al termine del conflitto venne promosso al grado di maggiore dell'esercito.
Nel 1943, durante la seconda guerra mondiale, assunse il comando del II corpo d'armata nella campagna del Nordafrica combattendo in Tunisia; pochi mesi più tardi partecipò allo sbarco alleato in Sicilia (battaglia di Troina). Promosso tenente generale, ricevette il comando della I armata durante la campagna di Normandia e del XII gruppo di armate fino al termine della guerra.
Nel 1948 succedette a Dwight Eisenhower come capo di Stato Maggiore, e come Capo di Stato Maggiore Congiunto mantenne la carica dal 16 agosto 1949 al 15 agosto 1953, anno in cui fu insignito del grado di general of the army. Nel 1951 pubblicò le sue memorie, A Soldiers's Story.
Fu membro della Massoneria. Morì a New York, l'8 aprile 1981.